# 印南一路
印南 一路（いんなみ いちろ、1958年7月13日 - ）は、日本の政策学者、ZEN大学知能情報社会学部教授、慶應義塾大学名誉教授。一般財団法人 医療経済研究・社会保険福祉協会 医療経済研究機構 副所長。元厚生労働省中央社会保険医療協議会委員。

## 経歴
- 1958年（昭和33年） 神奈川県横浜市生まれ
- 1982年（昭和57年） 東京大学法学部卒業、富士銀行（現みずほ銀行）入社(1986年退社）
- 1984年（昭和59年） 旧厚生省保険局企画課に出向
- 1986年（昭和61年） ハーバード大学行政大学院（ケネディ・スクール）留学（フルブライト奨学生）。公衆衛生大学院を含め医療政策を学ぶ
- 1988年（昭和63年） シカゴ大学経営大学院(ヒレル・アインホーン奨学生)
- 1992年（平成4年） Ph.D（博士号）取得。専門は医療政策、組織論・交渉論・意思決定論（現在の行動経済学）。同年、同大学意思決定論センター研究員
- 1993年（平成5年） 同大学経営大学院助教授（交渉論）
- 1994年（平成6年） 慶應義塾大学総合政策学部助教授
- 1998年（平成10年） スタンフォード大学留学（客員研究員）
- 2000年（平成12年） 株式会社キングジム社外監査役
- 2001年（平成13年） 慶應義塾大学総合政策学部教授、株式会社キングジム社外取締役（2015年退職）
- 2008年（平成20年） 一般財団法人医療経済研究・社会保険福祉協会医療経済研究機構研究部長
- 2011年～17年（平成23年～29年) 厚生労働省中央社会保険医療協議会委員（公益担当）
- 2017年（平成29年～) 経済財政諮問会議一体改革推進委員会評社会保障ＷＧ委員（2025年まで）
- 2017年（平成29年～）厚生労働省高齢者医薬品適正使用検討会委員（座長）
- 2019年（令和元年～）内閣府規制改革推進会議 医療・介護ワーキング・グループ専門委員
- 2019年（令和元年～）厚生労働省政策評価に関する有識者会議医療・衛生WG委員（座長）
- 2020年（令和2年～） 一般財団法人医療経済研究・社会保険福祉協会医療経済研究機構研究部長兼副所長（兼任）
- 2020年（令和2年～）厚生労働省健康・医療・介護情報利活用検討会委員
- 2020年（令和2年～）厚生労働省審査支払機能の在り方検討会委員
- 2020年（令和2年～）一般社団法人日本パブリックアフェアーズ協会アドバイザー
- 2024年（令和6年～）慶應義塾大学総合政策学部を定年退職。慶應義塾大学名誉教授。
- 2024年（令和6年～）一般財団法人医療経済研究・社会保険福祉協会医療経済研究機構副所長（兼任）
- 2024年（令和6年～）厚生労働省医師養成過程を通じた医師の偏在対策等に関する検討会構成員
- 2025年（令和7年～）ZEN大学知能情報社会学部教授

## 研究
専門は医療政策と意思決定・交渉領域。問題発見解決のために諸科学を動員する「総合政策」アプローチをとっている。
医療政策は、旧厚生省出向がきっかけで研究に従事するようになった。当初は医療政策の形成過程論、医療費分析等を中心に研究。「日米の医療費支払方式」で吉村賞受賞。2009年の著書「『社会的入院』の研究」では、第52回日経・経済図書文化賞、第1回政策分析ネットワーク賞本賞、義塾賞を受賞した。2011年の「生命と自由を守る医療政策」では新しい医療政策の理念論を手掛ける。政策過程論、医療経済学、政策史、計量経済学、社会保障論等にまたがる論考を展開し、「政策マインドを持った研究者」の育成を目指している。慶應義塾大学と医療経済研究機構の双方で研究に従事し、エビデンスに基づく政策立案とそのロビイングに注力している。
意思決定論領域は、シカゴ大学経営大学院で行動科学的意思決定論を学んだのがきっかけで研究に従事。1992年の全米経営学会組織論部門で最優秀博士論文賞を受賞。慶應義塾大学では、いち早くITと組織の生産性・創造性、テレワーク、ヴァーチャル組織等に関する研究を行った（野村経営科学賞授賞）他、学生ベンチャーの支援・指導を行い、教え子は数々のビジネスプランコンテストで入賞した。認知心理学、社会心理学、行動経済学、交渉論、組織論を融合する著作を出している。

## 人物
趣味はゴルフでHCは片手シングルの5まで行った。

## 著作
- 『米国の医療費保障―変わる産業構造と政策態度』（日本医療文化センター、1987年）
- 『すぐれた意思決定―判断と選択の心理学』（中央公論新社、1997年）のち文庫
- 『すぐれた組織の意思決定―組織をいかす戦略と政策』（中央公論新社、1999年）のち文庫
- 『ビジネス交渉と意思決定』（日本経済新聞社、2001年）
- 『「社会的入院」の研究―高齢者医療最大の病理にいかに対処すべきか』（東洋経済新報社、2009年）第52回日経・経済図書文化賞、第1回政策分析ネットワーク賞本賞、2019年韓国語版
- 『すぐれたゴルフの意思決定ー「熟慮速断」の上達法」（東洋経済新報社、2012年）
- 『意思決定トレーニング』（ちくま新書、2014年）
- 『人生が輝く選択力　意思決定入門』（中公新書ラクレ、2017年）
- 『サバイバル決断力ー「優柔不断」を乗り越える最強レッスン』（NHK出版、2018年）
- 『交渉学が君たちの人生を変える」（大和書房、2018年）

### 共著・編著
- 『生命と自由を守る医療政策』堀真奈美,古城隆雄共著 （東洋経済新報社 2011年）
- 『再考・医療費適正化―実証分析と理念に基づく政策案』（編著）（有斐閣、2016年）

### 翻訳
- ロジャー・フィッシャー,ダニエル・シャピロ『新ハーバード流交渉術―感情をポジティブに活用する』（講談社、2006年）